# Acrantophis dumerili
Acrantophis dumerili е вид влечуго от семейство Боидни (Boidae). Видът е незастрашен от изчезване.

## Разпространение
Разпространен е в Мадагаскар.
Продължителността им на живот е около 26 години. Популацията им е стабилна.